# Josip Perković

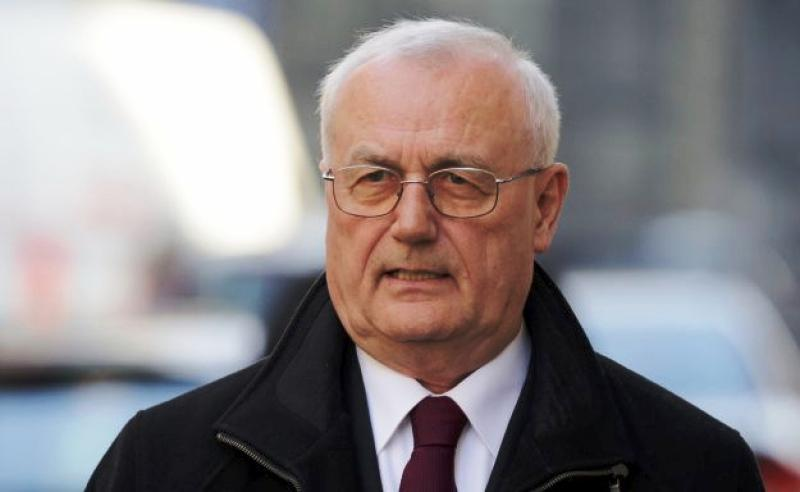
Josip Perković (2014)

Josip Perković Ausspracheⓘ alias Tomo Novaković (* 17. Mai 1945 in Ličko Novo Selo, Gemeinde Našice) ist ein ehemaliger Mitarbeiter der jugoslawischen Geheimpolizei Uprava državne bezbednosti (UDB) bzw. der Nachfolgeorganisation Služba državne bezbednosti (SDB). Nach dem Zerfall Jugoslawiens war er Mitarbeiter diverser kroatischer Geheimdienste.
Bis zu seiner Festnahme am 1. Januar 2014 in Zagreb gehörte er im Zusammenhang mit der Ermordung des Exilkroaten und Dissidenten Stjepan Đureković zu den meistgesuchten Personen des deutschen Bundeskriminalamts (BKA). Im August 2016 wurde der kroatische Staatsbürger in Deutschland wegen Mordes zu lebenslanger Haft verurteilt.

## Werdegang
Perković war bis 1990 als Leiter des kroatischen Zweigs der jugoslawischen Geheimpolizei SDB tätig, der sich hauptsächlich mit der kroatischen Emigration und Dissidenten im Ausland beschäftigte. Nach Angaben des BKA soll er 1977 einen Kroaten zum Mord an zwei in Deutschland lebenden Kroaten angestiftet haben. Vor allem wurde er im Zusammenhang mit dem am 28. Juli 1983 stattgefundenen Mord an Stjepan Đureković mit Internationalem Haftbefehl gesucht.
Anfang der 1990er Jahre war Perković für die Errichtung des Geheimdienstnetzes im unabhängig werdenden Kroatien verantwortlich. Die Bildung der Geheimdienste des kroatischen Verteidigungs- und Innenministeriums gehen auf ihn zurück. Er war Leiter des kroatischen Militärgeheimdienstes und übte verschiedene weitere Funktionen in diesen Bereichen aus. In den letzten Jahren war Perković als Berater des Inlandsgeheimdienstes und als Dozent an der militärischen Hochschule tätig. Sein Sohn Saša war Sicherheitskoordinator des ehemaligen Staatspräsidenten Kroatiens Stipe Mesić und Mitglied des nationalen Sicherheitsrates des ehemaligen Staatspräsidenten Ivo Josipović.
Im Zuge der Beitrittsverhandlungen Kroatiens mit der Europäischen Union und dem zu erwartenden Beitritt Kroatiens zur EU wurde Perković bzw. die Frage von dessen Auslieferung nach Deutschland zum Politikum. Im Jahr 2013 verabschiedete das kroatische Parlament drei Tage vor dem kroatischen EU-Beitritt ein Sondergesetz, das eine Auslieferung von Personen wegen vor dem 7. August 2002 begangener Verbrechen untersagte. Die Europäische Kommission kündigte daraufhin Sanktionen gegen Kroatien an. Kroatien änderte unter dem Druck der EU abermals das Gesetz. Mit Inkrafttreten des Gesetzes zur Auslieferung mutmaßlicher Verbrecher am 1. Januar 2014 wurde Perković noch am selben Tag von kroatischen Behörden in Zagreb festgenommen. Zwei Tage später wurde er wieder auf freien Fuß gesetzt, durfte das Land aber nicht verlassen. Am 24. Januar 2014 wurde Perković an Deutschland ausgeliefert. Anfang August 2016 wurde er vom Oberlandesgericht München zu lebenslanger Haft verurteilt. Er verbüßt die Strafe in Kroatien, wo die lebenslange Strafe in eine 30-jährige Strafe, entsprechend dem kroatischen Recht, umgewandelt wurde.

## Rundfunkberichte
- Philipp Grüll und Frank Hofmann: Jugoslawiens Agenten in Deutschland – Mord im Namen Titos, Deutschlandfunk – Hintergrund vom 16. Oktober 2014.